# Sopot (dopływ Tanwi)
Sopot – rzeka, prawy dopływ Tanwi o długości 24,35 km.
Rzeka płynie na Roztoczu przez Park Krajobrazowy Puszczy Solskiej, a w szczególności przez utworzony w celach ochronnych rezerwat Czartowe Pole. Przepływa przez miejscowości: Ciotusza Stara, Majdan Sopocki Pierwszy, Majdan Sopocki Drugi, Nowiny, Hamernia i Osuchy. Jej dopływem jest struga Czarna.
Na rzece na granicy Majdanu Sopockiego Pierwszego i Majdanu Sopockiego Drugiego utworzono w celach retencyjnych i rekreacyjnych zalew, nieopodal którego znajduje się ośrodek wypoczynkowy.

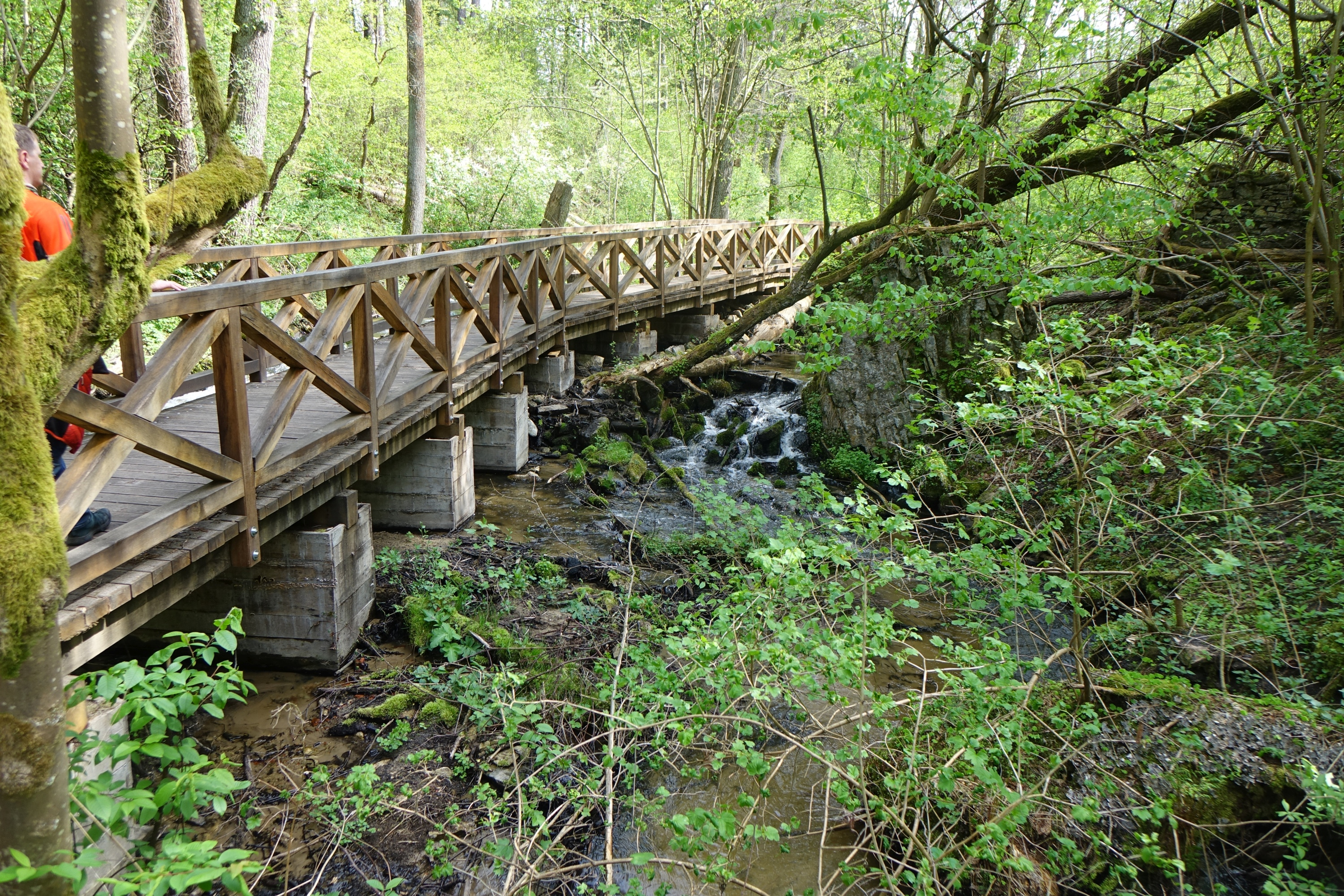
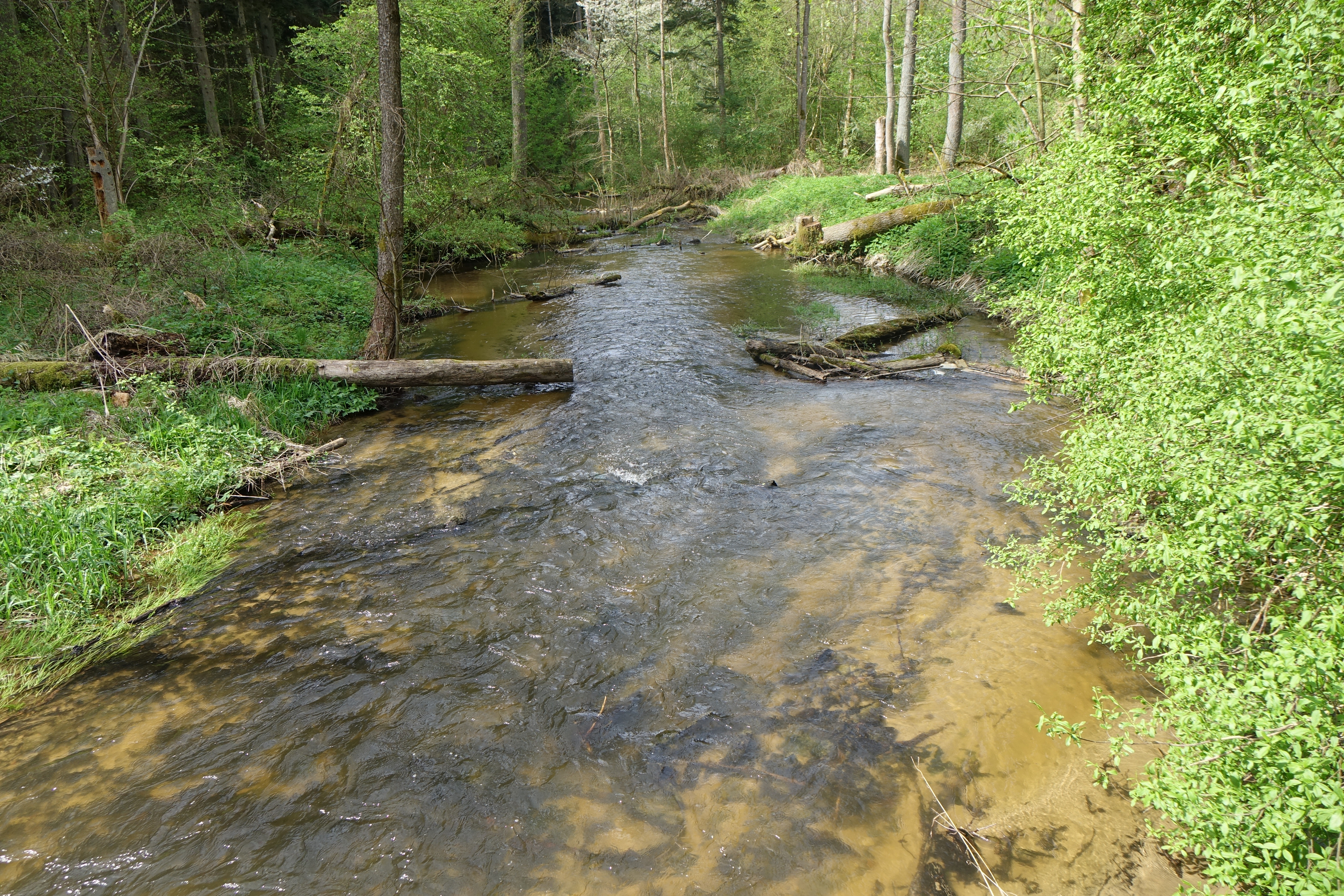
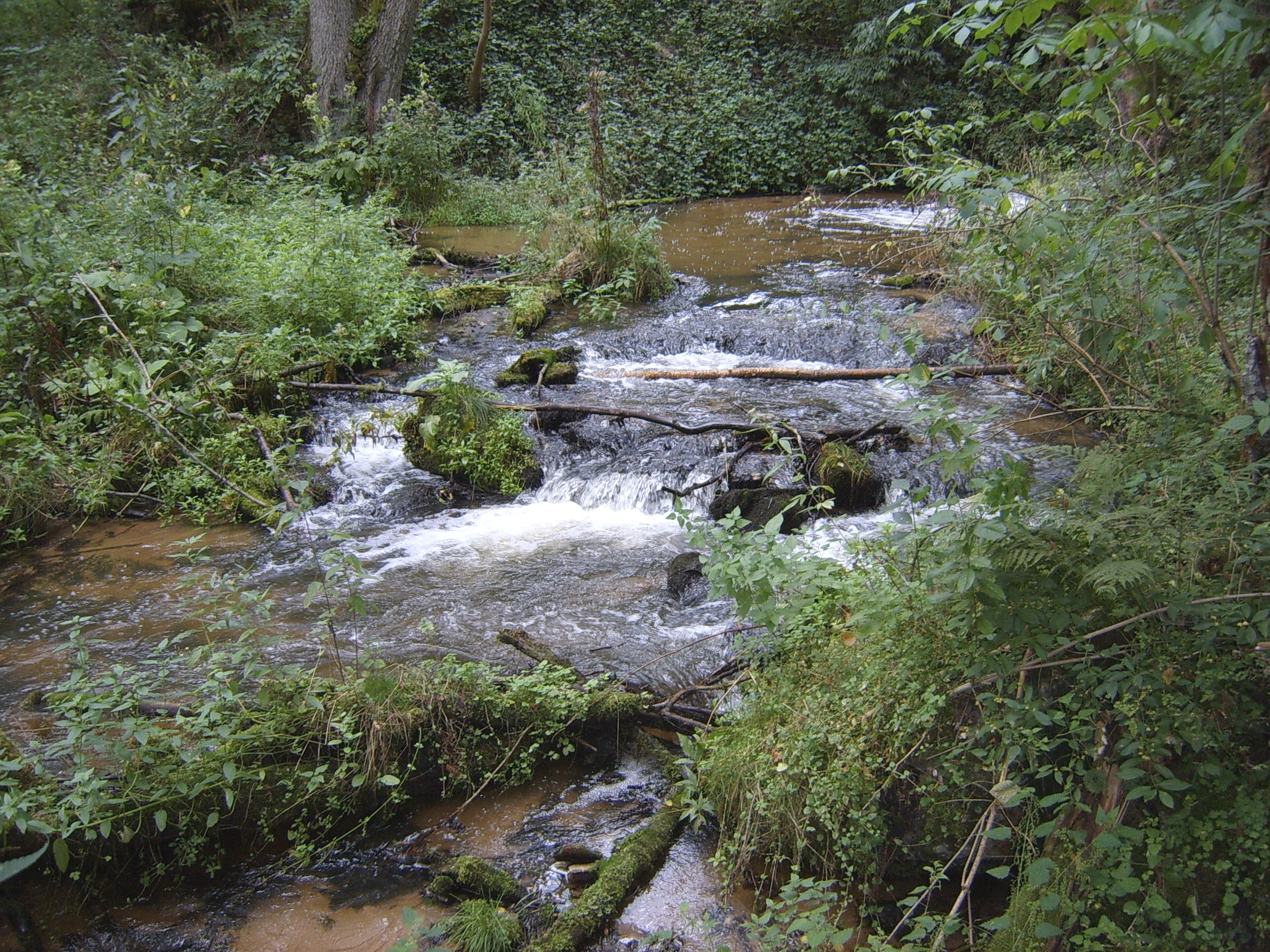
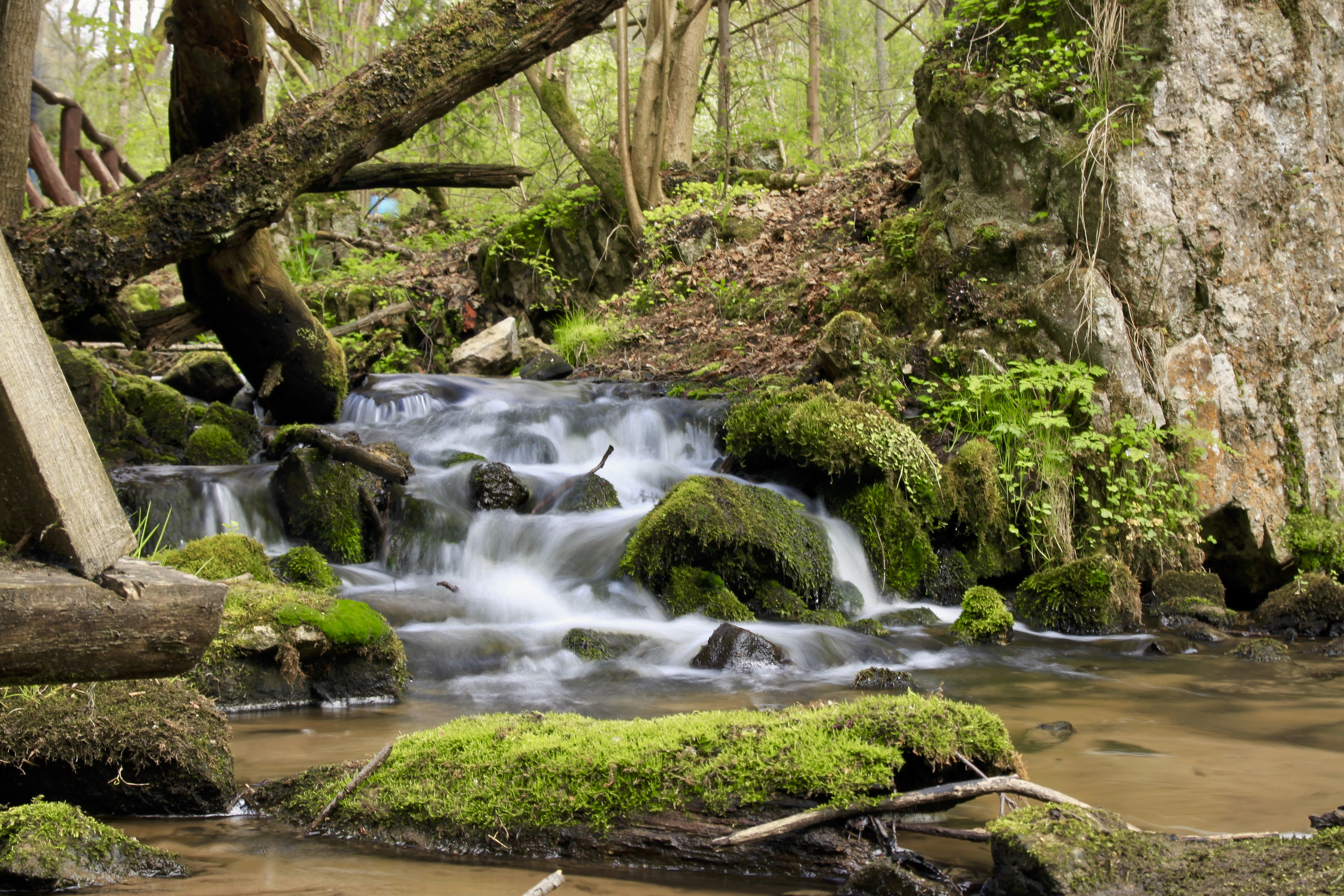
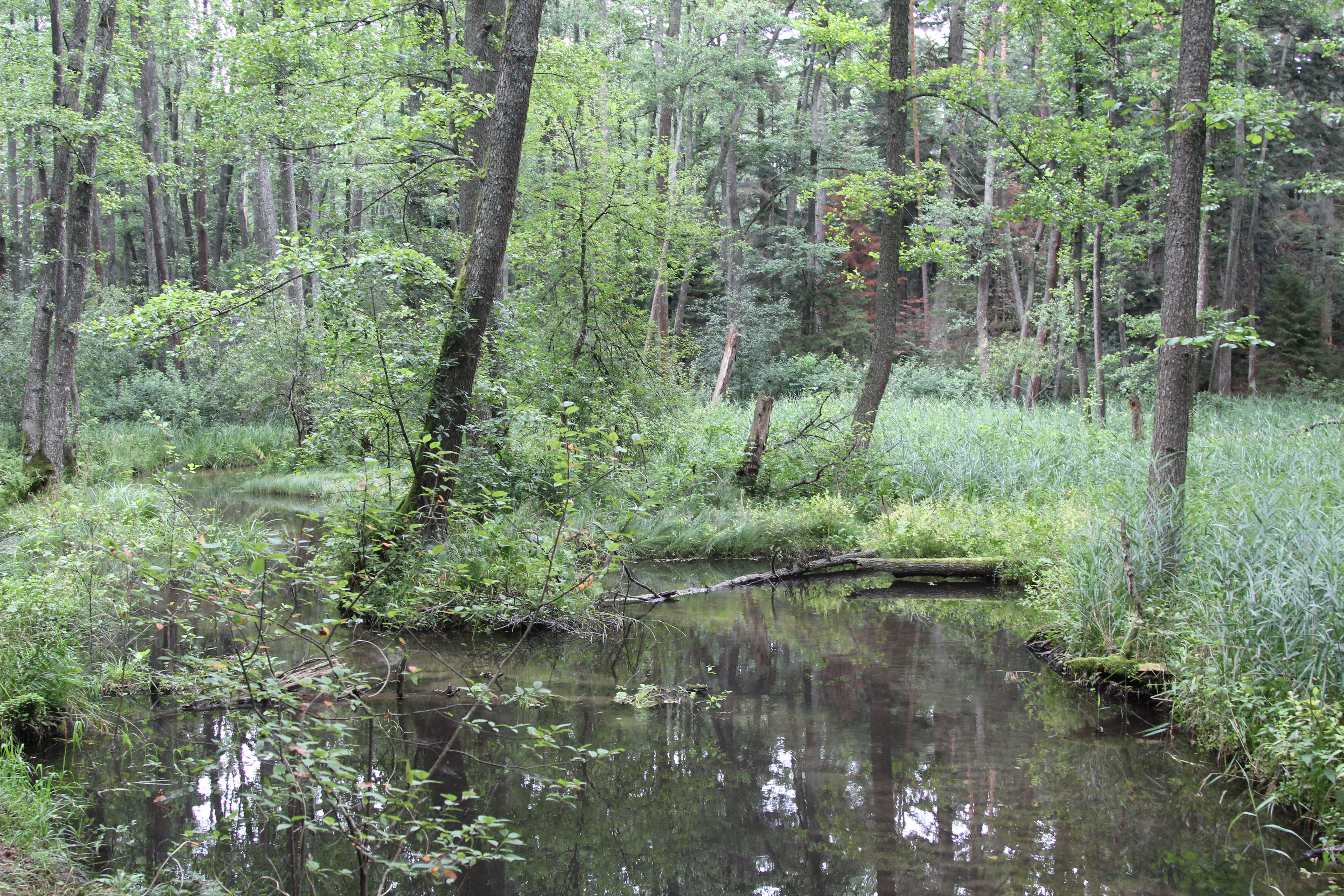